# Joey Maxim
Joey Maxim, właśc. Giuseppe Antonio Berardinelli (ur. 28 marca 1922 w Cleveland, zm. 2 czerwca 2001 w West Palm Beach) – amerykański bokser, zawodowy mistrz świata kategorii półciężkiej.
Rozpoczął karierę boksera zawodowego w 1941. W tym roku wygrał 10 walk przy 1 porażce, a w 1942 11 walk przy sześciu przegranych (pokonali go wówczas Jimmy Bivins i dwukrotnie przyszły mistrz świata wagi ciężkiej Ezzard Charles). W sierpniu 1946 pokonał innego przyszłego mistrza świata wszechwag Jersey Joe Walcotta, z którym dwukrotnie przegrał w następnym roku.
W grudniu 1948 pokonał Bivinsa, a w lutym 1949 po raz trzeci uległ Ezzardowi Charlesowi. 23 maja tego roku w Cincinnati zdobył tytuł mistrza Stanów Zjednoczonych w wadze półciężkiej NBA po zwycięstwie nad byłym mistrzem świata Gusem Lesnevichem.
24 stycznia 1950 w Londynie odebrał tytuł mistrza świata wagi półciężkiej Freddiemu Millsowi, którego znokautował w 10. rundzie. Wygrał następnie 7 walk towarzyskich i 30 maja 1952 w Chicago spróbował odebrać pas mistrza świata wagi ciężkiej Ezzardowi Charlesowi, ale przegrał na punkty. 2 sierpnia tego roku w Nowym Jorku obronił tytuł w wadze półciężkiej po zwycięstwie nad Bobem Murphym, a 12 grudnia w Daly City po raz piąty uległ Charlesowi, tym razem w walce towarzyskiej.
25 czerwca 1952 na Yankee Stadium w Nowym Jorku Maxim zmierzył się w obronie tytułu mistrza świata w wadze półciężkiej z Sugar Rayem Robinsonem, który był mistrzem w wadze średniej. Było to podczas kulminacji fali upałów w Nowym Jorki, a temperatura powietrza sięgała 40 °C. Arbiter Ruby Goldstein zasłabł z gorąca i musiał być zastąpiony po 10. rundzie. Robinson wyraźnie prowadził na punkty, ale wskutek hipertermii spowodowanej upałem nie był w stanie wyjść do 14. rundy, a Maxim zwyciężył przez techniczny nokaut.
17 grudnia 1952 Maxim utracił pas mistrzowski po porażce na punkty w Saint Louis z Archiem Moore’em. Dwukrotnie próbował odzyskać tytuł, ale przegrywał z Moore’em na punkty 24 czerwca 1953 w Ogden i 27 stycznia 1954 w Miami. 7 czerwca tego roku w Nowym Jorku pokonał na punkty przyszłego mistrza świata wagi ciężkiej Floyda Pattersona, choć według dziennikarzy nie było to zasłużone zwycięstwo. Była to pierwsza porażka Pattersona na zawodowym ringu.
Po tym pojedynku Maxim stoczył tylko 10 walk, z których 8 przegrał, w tym 6 ostatnich. Pokonali go m.in.: dwukrotnie Bobo Olson (w 1955 i 1957), Willie Pastrano (w 1955), dwukrotnie Eddie Machen (w 1957) i Giacomo Bozzano (w 1958). W 1958 zakończył karierę.
Później pracował jako m.in. taksówkarz, właściciel restauracji i komik.
Został wybrany w 1994 do Międzynarodowej Bokserskiej Galerii Sławy. Zmarł w 2001 w następstwie powikłań po udarze mózgu, którego doznał cztery miesiące wcześniej.